# Zoropsis spinimana
Zoropsis spinimana és una espècie d'aranya dins la família Zoropsidae.
Es troba àmpliament distribuïda dins la regió mediterrània, arribant fins a Rússia, ha estat introduïda als Estats Units, principalment a la badia de San Francisco.

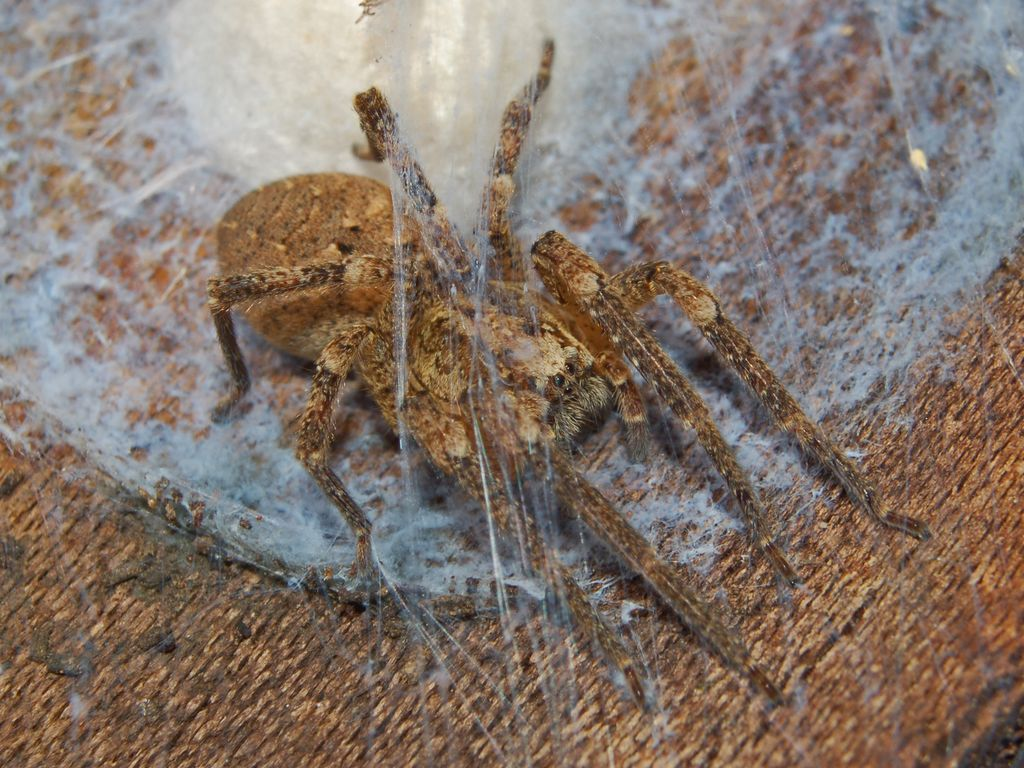
Zoropsis spinimana

 Els mascles de Zoropsis spinimana arriben a una llargada de 10-12mm, les femelles de 15 a 18 mm. És l'aranya més grossa dins el seu gènere.
Es poden trobar a les vores del bosc, sota les pedres i l'escorça dels arbres, on de nit cacen. Com tots els zoròpsids no fan teranyines. Sovint es refugien dins les cases.
Les aranyes Zoropsis spinimana arriben a la maduresa sexual a la tardor. Les femelles ponen els ous a la primavera.